# Wayne Gretzky
Wayne Douglas Gretzky (n. 26 ianuarie 1961, Brantford⁠(d), Ontario, Canada) este un fost jucător profesionist canadian de hochei pe gheață care a jucat douăzeci de sezoane în NHL, fiind cel mai bun marcator din istoria competiției. El a primit premiile Sports Illustrated Sportsperson of the Year și Associated Press Male Athlete of the Year în 1982. A câștigat campionatul nord-american, Cupa Stanley, în sezoanele 1983-84, 1984-85, 1986-87 și 1987-88. Cu 894 de goluri în NHL a fost cel mai bun golgheter până când a fost depășit de Aleksandr Ovecikin în luna aprilie 2025.
Gretzky a devenit ulterior antrenor al echipei Arizona Coyotes, dar nu a avut rezultate notabile. 

## Viața personală
Este căsătorit cu actrița americană Janet Jones.